# حكمتك يا رب (فلم)
حكمتك يا رب هو فيلم دارما مصري من إخراج حسام الدين مصطفى  وبطولة سهير المرشدي، حسين فهمي، سناء جميل، عادل أدهم، صلاح السعدني، هياتم، صلاح نظمي ويونس شلبي، صدر الفيلم في 13 ديسمبر 1976.

## نبذه
في حي المدبح تعيش المعلمة أم نعيمة وابنتها الفتاة المثقفة خريجة كلية الحقوق نعيمة التي تخدم أهل الحي بكل جهدها. يأتي الضابط أحمد للكشف عن عصابة الاتجار في المخدرات والتى يتورط فيها المعلم زكي قدرة الذي يستخدم الجمال في إخفاء المخدرات.

## طاقم العمل
- سهير المرشدي بدور المحامية نعيمة
- حسين فهمي بدور أحمد فهمي
- سناء جميل بدور أم نعيمة
- عادل أدهم بدور زكي قدرة
- صلاح السعدني بدور جلال
- هياتم بدور سعدية
- صلاح نظمي بدور صلاح
- يونس شلبي بدور زينهم

## وصلات خارجية
- مقالات تستعمل روابط فنية بلا صلة مع ويكي بيانات